# (3152) Jones
(3152) Jones (1983 LF; 1951 YC; 1980 TP8) ist ein ungefähr 31 Kilometer großer Asteroid des mittleren Hauptgürtels, der am 7. Juni 1983 vom neuseeländischen Astronomenehepaar Alan C. Gilmore und Pamela Margaret Kilmartin am Mt John University Observatory auf dem Mount John im Mackenzie District in der Region Canterbury in Neuseeland (IAU-Code 474) entdeckt wurde.

## Benennung
(3152) Jones wurde nach dem neuseeländischen Amateur-Astronomen Albert Francis Arthur Lofley Jones (1920–2013) benannt. Er ist bekannt für die Quantität und Präzision seiner visuellen Größenschätzungen von Veränderlichen Sternen. Sein Rekord von rund 300.000 variablen Sternbeobachtungen über fast 50 Jahre ist weltweit konkurrenzlos. Er ist ein bekannter Beobachter von Kometen und der Entdecker des Kometen C/1946 P1 (Jones). Er war ein unabhängiger Entdecker der Supernova SN 1987A in der Großen Magellanschen Wolke.